# شرقيات
شرقيات وهي فرقة تعزف الجاز بلون شرقي، أساسها فتحي سلامة عام 1989 

تتكون الفرقة من 7 فنانين أساسين :

كريمة نايت: الصوت، الرقص

فتحي سلامة: البيانو، الاورج والسمبلات.

صالح الارتيست: الاوكورديون

أحمد هاني: باس جيتار

أيمن صدقي: البركشن, الدف, الدهلة ،الجامب والطبلة

رمضان منصور: الدف والطبلة

أحمد الجزار: الصاجات، والرقص

المروّجون ومنظمى المهرجانات،
غيرهم أيضا كم كبير من الفنانين والضيوف الذين يلعبون تشكيلة غنية جدا في الآلات مثل:

القانون الارجون، ألاكورديون، الكمان، الناى، المزمار الباس, الهارب…
أول البوم يوزع في مصر لشرقيات هو «سلطاني» عام 2006 من إنتاج شركة إنكجنيتو اللبنانية
تقوم الفرقة بعروض في المراكز الثقافية في القاهرة مثل ساقية الصاوي ودار الاوبرا المصرية بالإضافة للجولات العالمية

## البومات
- 1991 - Camel Dance - Face Music Switzerland
- 1994 - Color me Cairo, with Roman Bunka - Enja Records
- 1996 - Camel Road - Face Music Switzerland.
- 1997 - Compilation - From the Desert to the Sea - Virgin France
- 1997 - Compilation - Vicino Oriente - Disco del Mese - La Repubblica
- 1998 - Compilation - Cairo to Casablanca - Putumaya USA
- 1998 - Maniacs & Sharkiat - Don't Climb the Pyramids - Barbarity
- 2006 - Sultany - incigneto